# Далат (буква)
ܕ (ܕܠܬ, в.-сир. далат, з.-сир. долат) — четвёртая буква сирийского алфавита.

## Использование
Происходит от арамейской буквы далет (𐡃), восходящей к финикийской букве делт (𐤃, ).
В сирийском языке обозначала взрывной согласный [d] (также указывается точкой над буквой — кушшаей, ◌݁), после гласных — фрикатив [ð] (указывается точкой под буквой — руккахой, ◌݂). В ассирийском языке обозначает [d] или [ð] (обозначается точкой снизу). Числовое значение в сирийской системе счисления — 4.
В романизациях ALA-LC и BGN/PCGN передаётся как d.

## Кодировка
Буква далат была добавлена в стандарт Юникод в версии 3.0 в блок «Сирийское письмо» (англ. Syriac) под шестнадцатеричным кодом U+0715.